# Dröm vidare
Dröm vidare är en svensk långfilm från 2017 i regi av Rojda Sekersöz. Manus är skrivet av Johanna Emanuelsson.

## Handling
Mirjas vänskap och drömmar sätts på prov när hon avtjänat ett fängelsestraff och ansluter till sina tjejkompisar i förorten.

## Medverkande i urval
- Evin Ahmad – Mirja
- Malin Persson – Emmy
- Segen Tesfai – Nina
- Gizem Erdogan – Sarah[3]
- Segen Tesfai – Nina
- Ella Åhman – Isa
- Outi Mäenpää – Sirkka
- Anna Bjelkerud – Edit
- Michael Lindgren – Paul
- Diar Said – Marco
- Inger Nilsson – Adria

## Utmärkelser
Filmen fick publikens pris för bästa nordiska film vid Göteborgs filmfestival 2017 samt Svenska kyrkans Angelopris samma år.